# Luigi Kullmann
Gustavo Luigi Kullmann, detto Luigino (Viganello, 14 agosto 1916 – Monza, 25 settembre 2002) è stato un hockeista su pista, allenatore di hockey su pista e dirigente sportivo italiano.

## Biografia
Nel 1921 con tutta la famiglia si trasferisce a Monza dove inizia a praticare l'attività di pattinaggio a rotelle, sostenuto dalla moglie Elsa Beretta, ex pattinatrice artistica in coppia con il fratello Franco. Pratica inoltre atletica leggera presso la Società Ginnastica Monzese Forti e Liberi, con la quale disputa anche alcuni campionati ragazzi di calcio indetti dal Comitato ULIC Brianteo di Monza.
Il 17 febbraio 1933 fonda l'Hockey Club Monza, club dove militerà per quasi tutta la carriera agonistica.
Con la nazionale italiana esordisce ai mondiali di Stoccarda del 1936 dove si laurea vice campione del mondo per differenza reti.
Chiude la sua carriera da giocatore nel 1955 disputando la sua ultima partita con il colori del Novate di Novate Milanese il 6 maggio 1955 a Savona.
Nel 1947 fonda con altri sostenitori la società di pattinaggio artistico a rotelle Skating Club Monza, diventandone presidente nel 1967, carica che mantiene fino alla morte nel 2002.
Anche la figlia Marika Kullmann, nata a Monza nel 1952, diviene pattinatrice e allenatrice.
Laureato in Giurisprudenza, negli anni dal 1947 alla fine degli anni '70 è con Franco Beretta il principale promotore, istruttore e cofondatore di società di pattinaggio e hockey nel nord Italia e in Svizzera: a Milano (S. Eustorgio), Sesto San Giovanni (Fiorani), Lecco (Canottieri), Como (E.N.A.L.), Cusano Milanino, Chiasso (Svizzera), Lodi, Busto Arsizio (Accademia Bustese), Legnano (Skating Carroccio), Seregno (Giovanni XXIII), Mortara (Skating Club Mortara).
Riposa al Cimitero Urbano di Monza. Nel 2018 il comune di Monza gli ha dedicato una via cittadina.

## Statistiche

### Presenze e reti nei club
| Stagione        | Squadra         | Campionato                             | Campionato | Campionato | Coppe nazionali | Coppe nazionali | Coppe nazionali | Coppe continentali | Coppe continentali | Coppe continentali | Altre coppe | Altre coppe | Altre coppe | Totale | Totale |
| Stagione        | Squadra         | Comp                                   | Pres       | Reti       | Comp            | Pres            | Reti            | Comp               | Pres               | Reti               | Comp        | Pres        | Reti        | Pres   | Reti   |
| --------------- | --------------- | -------------------------------------- | ---------- | ---------- | --------------- | --------------- | --------------- | ------------------ | ------------------ | ------------------ | ----------- | ----------- | ----------- | ------ | ------ |
| 1933            | Monza           | Divisione Nazionale                    | ?          | ?          | -               | -               | -               | -                  | -                  | -                  | -           | -           | -           | ?      | ?      |
| 1934            | Monza           | Divisione Nazionale                    | ?          | ?          | -               | -               | -               | -                  | -                  | -                  | -           | -           | -           | ?      | ?      |
| 1935            | Monza           | Prima Divisione                        | ?          | ?          | -               | -               | -               | -                  | -                  | -                  | -           | -           | -           | ?      | ?      |
| 1936            | Monza           | Divisione Nazionale                    | ?          | ?          | -               | -               | -               | -                  | -                  | -                  | -           | -           | -           | ?      | ?      |
| 1937            | Monza           | Divisione Nazionale                    | ?          | ?          | -               | -               | -               | -                  | -                  | -                  | -           | -           | -           | ?      | ?      |
| 1938            | Monza           | Divisione Nazionale                    | ?          | ?          | -               | -               | -               | -                  | -                  | -                  | -           | -           | -           | ?      | ?      |
| 1939            | Monza           | Divisione Nazionale                    | ?          | ?          | -               | -               | -               | -                  | -                  | -                  | -           | -           | -           | ?      | ?      |
| 1940            | Monza           | Prima Divisione                        | ?          | ?          | -               | -               | -               | -                  | -                  | -                  | -           | -           | -           | ?      | ?      |
| 1941            | Monza           | Inattivo causa Seconda guerra mondiale | ?          | ?          | -               | -               | -               | -                  | -                  | -                  | -           | -           | -           | ?      | ?      |
| 1942            | Monza           | Inattivo causa Seconda guerra mondiale | ?          | ?          | -               | -               | -               | -                  | -                  | -                  | -           | -           | -           | ?      | ?      |
| 1943            | Monza           | Inattivo causa Seconda guerra mondiale | ?          | ?          | -               | -               | -               | -                  | -                  | -                  | -           | -           | -           | ?      | ?      |
| 1944            | Monza           | Inattivo causa Seconda guerra mondiale | ?          | ?          | -               | -               | -               | -                  | -                  | -                  | -           | -           | -           | ?      | ?      |
| 1945            | Monza           | Serie A                                | ?          | ?          | -               | -               | -               | -                  | -                  | -                  | -           | -           | -           | ?      | ?      |
| 1946            | Monza           | Serie A                                | ?          | ?          | -               | -               | -               | -                  | -                  | -                  | -           | -           | -           | ?      | ?      |
| 1947            | Monza           | Serie A                                | ?          | ?          | -               | -               | -               | -                  | -                  | -                  | -           | -           | -           | ?      | ?      |
| 1948            | Monza           | Serie A                                | ?          | ?          | -               | -               | -               | -                  | -                  | -                  | -           | -           | -           | ?      | ?      |
| Totale Monza    | Totale Monza    | Totale Monza                           | ?          | ?          |                 | -               | -               |                    | -                  | -                  |             | -           | -           | ?      | ?      |
| 1949            | Modena          | Serie B                                | ?          | ?          | -               | -               | -               | -                  | -                  | -                  | -           | -           | -           | ?      | ?      |
| Totale Modena   | Totale Modena   | Totale Modena                          | ?          | ?          |                 | -               | -               |                    | -                  | -                  |             | -           | -           | ?      | ?      |
| Totale carriera | Totale carriera | Totale carriera                        | ?          | ?          |                 | -               | -               |                    | -                  | -                  |             | -           | -           | ?      | ?      |

### Presenze e reti in nazionale
| N° | Data             | Città     | In casa     | Risultato | Ospiti           | Competizioni        | Reti |
| -- | ---------------- | --------- | ----------- | --------- | ---------------- | ------------------- | ---- |
| 1  | 1º aprile 1936   | Stoccarda | Italia      | 1 - 1     | Inghilterra      | Mondiali            | -    |
| 2  | 2 aprile 1936    | Stoccarda | Germania    | 2 - 3     | Italia           | Mondiali            | -    |
| 3  | 3 aprile 1936    | Stoccarda | Francia     | 1 - 2     | Italia           | Mondiali            | -    |
| 4  | 4 aprile 1936    | Stoccarda | Belgio      | 0 - 4     | Italia           | Mondiali            | -    |
| 5  | 5 aprile 1936    | Stoccarda | Italia      | 3 - 2     | Portogallo       | Mondiali            | -    |
| 6  | 6 aprile 1936    | Stoccarda | Svizzera    | 3 - 3     | Italia           | Mondiali            | -    |
| 7  | 20 dicembre 1936 | Ginevra   | Italia      | 2 - 1     | Svizzera         | Torneo di Ginevra   | -    |
| 8  | 20 dicembre 1936 | Ginevra   | Italia      | 9 - 3     | Svizzera Romanda | Torneo di Ginevra   | -    |
| 9  | 20 dicembre 1936 | Ginevra   | Italia      | 13 - 2    | Lione            | Torneo di Ginevra   | -    |
| 10 | maggio 1937      | Herne Bay | Germania    | 3 - 4     | Italia           | Europei             | -    |
| 11 | maggio 1937      | Herne Bay | Belgio      | 6 - 4     | Italia           | Europei             | -    |
| 12 | maggio 1937      | Herne Bay | Francia     | 2 - 3     | Italia           | Europei             | -    |
| 13 | maggio 1937      | Herne Bay | Italia      | 4 - 3     | Portogallo       | Europei             | -    |
| 14 | maggio 1937      | Herne Bay | Italia      | 2 - 2     | Svizzera         | Europei             | -    |
| 15 | maggio 1937      | Herne Bay | Inghilterra | 4 - 3     | Italia           | Europei             | -    |
| 16 | maggio 1938      | Anversa   | Germania    | 2 - 2     | Italia           | Europei             | -    |
| 17 | maggio 1938      | Anversa   | Belgio      | 0 - 1     | Italia           | Europei             | -    |
| 18 | maggio 1938      | Anversa   | Francia     | 1 - 3     | Italia           | Europei             | -    |
| 19 | maggio 1938      | Anversa   | Inghilterra | 3 - 3     | Italia           | Europei             | -    |
| 20 | maggio 1938      | Anversa   | Italia      | 3 - 1     | Portogallo       | Europei             | -    |
| 21 | maggio 1938      | Anversa   | Italia      | 0 - 0     | Svizzera         | Europei             | -    |
| 22 | 12 novembre 1938 | Stoccarda | Italia      | 3 - 1     | Herne Bay RHC    | Torneo di Stoccarda | -    |
| 23 | 13 novembre 1938 | Stoccarda | Italia      | 5 - 2     | SSRC Stoccarda   | Torneo di Stoccarda | -    |
| 24 | 13 novembre 1938 | Stoccarda | Italia      | 14 - 0    | Francia          | Torneo di Stoccarda | -    |
| 25 | 7 aprile 1939    | Montreux  | Italia      | 1 - 2     | Portogallo       | Mondiali            | -    |
| 26 | 8 aprile 1939    | Montreux  | Belgio      | 1 - 2     | Italia           | Mondiali            | -    |
| 27 | 9 aprile 1939    | Montreux  | Italia      | 7 - 1     | Francia          | Mondiali            | -    |
| 28 | 10 aprile 1939   | Montreux  | Italia      | 8 - 1     | Svizzera         | Mondiali            | -    |
| 29 | 10 aprile 1939   | Montreux  | Italia      | 5 - 1     | Germania         | Mondiali            | -    |
| 30 | 18 maggio 1947   | Lisbona   | Italia      | 7 - 2     | Svizzera         | Mondiali            | -    |
| 31 | 19 maggio 1947   | Lisbona   | Italia      | 4 - 3     | Belgio           | Mondiali            | -    |
| 32 | 20 maggio 1947   | Lisbona   | Francia     | 1 - 0     | Italia           | Mondiali            | -    |
| 33 | 21 maggio 1947   | Lisbona   | Portogallo  | 3 - 2     | Italia           | Mondiali            | -    |
| 34 | 22 maggio 1947   | Lisbona   | Italia      | 4 - 3     | Inghilterra      | Mondiali            | -    |
| 35 | 23 maggio 1947   | Lisbona   | Spagna      | 4 - 3     | Italia           | Mondiali            | -    |
| 36 | 24 marzo 1948    | Montreux  | Inghilterra | 3 - 2     | Italia           | Mondiali            | -    |
| 37 | 25 marzo 1948    | Montreux  | Belgio      | 2 - 8     | Italia           | Mondiali            | -    |
| 38 | 26 marzo 1948    | Montreux  | Italia      | 3 - 0     | Spagna           | Mondiali            | -    |
| 39 | 27 marzo 1948    | Montreux  | Italia      | 8 - 3     | Svizzera         | Mondiali            | -    |
| 40 | 27 marzo 1948    | Montreux  | Francia     | 3 - 7     | Italia           | Mondiali            | -    |
| 41 | 28 marzo 1948    | Montreux  | Italia      | 1 - 3     | Portogallo       | Mondiali            | -    |
| 42 | 27 marzo 1948    | Montreux  | Egitto      | 0 - 7     | Italia           | Mondiali            | -    |
| 43 | 29 marzo 1948    | Montreux  | Italia      | 15 - 0    | Paesi Bassi      | Mondiali            | -    |
| 44 | 28 maggio 1949   | Lisbona   | Italia      | 12 - 0    | Paesi Bassi      | Mondiali            | -    |
| 45 | 29 maggio 1949   | Lisbona   | Italia      | 7 - 3     | Svizzera         | Mondiali            | -    |
| 46 | 30 maggio 1949   | Lisbona   | Belgio      | 3 - 1     | Italia           | Mondiali            | -    |
| 47 | 31 maggio 1949   | Lisbona   | Italia      | 5 - 1     | Francia          | Mondiali            | -    |
| 48 | 1º giugno 1949   | Lisbona   | Portogallo  | 5 - 2     | Italia           | Mondiali            | -    |
| 49 | 2 giugno 1949    | Lisbona   | Inghilterra | 4 - 4     | Italia           | Mondiali            | -    |
| 50 | 3 giugno 1949    | Lisbona   | Spagna      | 2 - 4     | Italia           | Mondiali            | -    |

## Palmarès

### Giocatore
- Coppa delle Nazioni: 1

Monza: 1946

### Allenatore
- Campionato italiano: 1

Monza: 1961

## Premi e riconoscimenti
Nel 1987 la città di Monza lo ha insignito del Giovannino d'oro.